# Wild Horses (singel Birdy)
„Wild Horses” – singel angielskiej piosenkarki Birdy z jej trzeciego albumu studyjnego Beautiful Lies (2016). Utwór został wydany 11 marca 2016 roku jako drugi singel promujący album. 

## Teledysk
Oficjalny teledysk do utworu ukazał się 11 marca 2015 roku. Reżyserią obrazu zajął się Francis Wallis. W klipie piosenkarka występuje jako syrena, w której zakochuje się nurek. Sama piosenkarka powiedziała o teledysku: 

Jestem bardzo podekscytowana, mogąc zaprezentować wam teledysk do „Wild Horses”. Napisałam piosenkę o ludziach, których cechuje niezależność, wolnych duchach. Teledysk przedstawia historię nurka, który zakochuje się w syrenie i musi wybrać między życiem a życiem bez niej.

## Pozycje na listach

### Notowania tygodniowe
| Notowanie (2016)                                 | Najwyższa pozycja |
| ------------------------------------------------ | ----------------- |
| Belgia (Ultratop 50 Singles)                     | 42                |
| Wielka Brytania (Official Singles Chart Top 100) | 75                |